# 김은수 (신학자)
김은수(金恩守, 1962년 11월 16일 - )는 대한민국의 신학자이자 교수이다. “한국개혁신학연구소”의 연구소장직을 수행하면서 조직신학을 연구하며 가르치고 있다. 사도적 정통개혁주의 신학(Apostolic Orthodox Reformed Theology)을 이 시대적 상황 속에서 새롭게 정립함과 동시에 신학과 자연과학 및 인문학과의 간학문적(interdisciplinary)인 대화를 통하여 신학적 통섭(Theological Consilience)의 자리를 찾는 연구에 집중하고 있으며 학술연구재단의 여러 과제들을 수행하고 있다.

## 학력
- 서울대학교
- 고려신학대학원
- 미국 칼빈 신학교
- 미국 트리니티 복음주의 신학대학원

## 경력
- 백석대학교 교수 역임
- 평택대학교 피어선신학전문대학원 교수 역임
- 숭실대학교 교수역임
- 한국복음주의신학회 성경과 신학 편집위원
- 한국복음주의 조직신학회  조직신학연구 편집위원
- 한국장로교신학회 장로교호와 신학 편집위원장

## 저서
- 『Time, Eternity, and the Trinity』 (Pickwick Publications, 2010)
- 『개혁주의 신앙의 기초』(개정판)(SFC, 2011)
- 『칼빈과 개혁신앙』 (SFC, 2011) 외 다수

## 같이 보기
- 대한민국의 신학자 목록
- 한국개혁주의연구소